# Список округов Джорджии
В этом списке перечисляются округа Джорджии — штата США.
Джорджия — штат на юго-востоке США включает в себя 159 округов. В соответствии с Конституцией штата Джорджия, всем его округам предоставлено самоуправление по вопросам, которые носят локальный характер. Кроме того, в Джорджии созданы шесть консолидированных городов-округов: Атенс — округ Кларк, Огаста — округ Ричмонд, Колумбус — округ Маскоги, Джорджтаун — округ Куитмен, Стейтенвилл — округ Эклс и Куссита — округ Чаттахучи.

## История
Джорджия среди штатов США занимает второе место по числу округов после Техаса, который в своём составе насчитывает 254 округа (см. список округов в Техасе). Одним из поводов для создания и расположения многих округов в Джорджии было то, что Джорджия — страна фермеров и лесорубов и им должна быть предоставлена возможность приехать в главный город округа, а потом вернуться домой, в один день верхом на лошади или воспользовавшись железнодорожным сообщением. Первоначально Джорджия в первой четверти 20 века была разделена на примерно 25 округов, что стало возможным после введения в эксплуатацию железнодорожного, автомобильного транспорта в виде грузовиков и автобусов. Эти 25 или около того округов, как правило, думали как-будто они были созданы по политическим причинам. Последний новый округ, созданный в Джорджии был округ Пич. Это событие произошло в 1924 году.
Разбиение Джорджии на округа привело к нескольким конституционным поправкам с целью установить ограничение на количество округов в штате. Самая последняя такая поправка, ратифицированная в 1945 году, ограничила их число до 159, хотя существовал в Джорджии и 161 округ с 1924 по 1931 год. Очень малочисленные по населению округа Кэмпбелл и Милтон были включены в состав округа Фултон в 1932 году в качестве финансового оздоровления во время Великой Депрессии, так как эти два округа были почти банкротами. В округе Фултон находится Атланта, и считалось, что налоговые поступления от Атланты и её пригородов помогут поддержать сельские районы ликвидированных округов, которые имели очень малые доходы по налогу на прибыль. Их собственные доходы в основном состояли из налогов на собственность на фермах и леса, которые были немногочисленными.

## Изменённые названия округов в Джорджии
Несколько округов в Джорджии изменили свои названия в истории штата. Jasper County первоначально был назван «Randolph County». Позже, современные Randolph County был основан. Webster County когда-то назвали «Kinchafoonee County» и бывший Cass County был переименован Bartow County.

## Несуществующие округа в Джорджии
Округа Святого Георгия, Святой Марии, Сент-Томас, Сент-Филипп, Церковь Христа, Святого Давида, Санкт-Мэтьюз, Сент-Эндрю, Сент-Джеймс, Сент-Джонс и Павла были расформированы в 1777 году, а все другие округа были созданы позже.
Campbell (1828—1932): Сформированный из Кэрролла и Coweta в 1828 году, половина северо-западу от реки Chattahoochee стал Дуглас в 1870 году, остальные были объединены в юго-западном Фултоне в 1932 году.
Милтон (1857—1932): Сформированный с северо-востока Кобб, юго-восточный Чероки, и юго-запад Форсайт в 1857 (и более поздних северных DeKalb), были объединены в северном Фултоне в 1932 году.
Кроме того, было предыдущее Walton графство в Джорджии, которая на самом деле находится в том, что в настоящее время западной части Северной Каролины. После короткой стычки, называемой Walton война, которая велась между Северной Каролиной и Джорджией в 1810 году, Джорджия отказалась от своих претензий на эту область после 1811 года обследования Ellicott Rock .

## Список округов
| Округ (рус.) | Код FIPS | Окружной центр | Основан | Источник образования | Происхождение названия | Население, чел. (2000) | Площадь  | Карта                              |
| Аплинг       | 001      | Баксли         | 1818    | Land ceded by the Creek Indians in the Treaty of Fort Jackson in 1814 and the Treaty of the Creek Agency in 1818.                                | полковник Дэниел Апплинг (1787—1818), герой Англо-американской войны. | 17 419                 | 1318 км² | Округ Аплинг на карте штата.       |
| Аткинсон     | 003      | Пирсон         | 1917    | части округов Клинч и Коффи | Уильям Ятс Аткинсон (1854–1899), 55-й губернатор Джорджии (1894–1898) и спикер в Палате представителей Джорджии. | 7609                   | 875 км²  | Округ Аткинсон на карте штата.     |
| Бейкон       | 005      | Алма           | 1914    | части округов Аплинг, Пирс и Уэйр | Огастус Октавиус Бэкон (1839–1914), сенатор США (1895–1914); временный президент Сената США. | 10 103                 | 738 км²  | Округ Бейкон на карте штата.       |
| Бейкер       | 007      | Ньютон         | 1825    | часть округа Эрли | полковник Джон Бэйкер, герой Войны за независимость США. | 4074                   | 888 км²  | Округ Бейкер на карте штата.       |
| Болдуин      | 009      | Милледжвилл    | 1803    | Creek cessions of 1802 and 1805. | Авраам Болдуин (1754–1807), один из «отцов-основателей», сенатор США (1799–1807), один из делегатов от штата Джорджия, подписавший Конституцию США. | 44 700                 | 668 км²  | Округ Болдуин на карте штата.      |
| Банкс        | 011      | Хомер          | 1858    | округа Франклин и Эйбершем | Ричард Бэнкс (1784–1850), местный врач, лечивший коренных жителей (индейцев) от оспы | 14 422                 | 606 км²  | Округ Банкс на карте штата.        |
| Барроу       | 013      | Уайндер        | 1914    | округа Гуиннетт, Джексон и Уолтон | «дядя Дэйв» — Дэвид Креншоу Бэрроу-младший (1852–1929), ректор Университета Джорджии (1906–1929) | 46 144                 | 420 км²  | Округ Барроу на карте штата.       |
| Бартоу       | 015      | Картерсвилл    | 1832    | создан из части округа Чероки в 1832 году. Сперва округ носил название Округ Касс (англ. Cass County) в честь генерала Льюиса Касса (1782–1866). | 6 декабря 1861 года округ был переименован в честь генерала Фрэнсиса С. Бартоу (Francis S. Bartow, 1816–1861), лидера конфедератов, первого конфедератского генерала, убитого в Гражданской войне США.                                                                                         | 76 019                 | 1191 км² | Округ Бартоу на карте штата.       |
| Бен-Хилл     | 017      | Фицджеральд    | 1906    | округа Ирвин и Уилкокс | Бенджамин Харви Хилл (1823—1882), сенатор США в 1877—1882 годах | 17 484                 | 653 км²  | Округ Бен-Хилл на карте штата.     |
| Берриен      | 019      | Нашвилл        | 1856    | части округов Коффи, Ирвин и Лоундес | Джон Макферсон Берриен (1781—1856), сенатор США, Генеральный прокурор США | 16 235                 | 1171 км² | Округ Берриен на карте штата.      |
| Бибб         | 021      | Мейкон         | 1822    | части округов Хьюстон, Джоунс, Монро и Твиггс | Уильям Уатт Бибб (1780–1820), первый губернатор Алабамы, сенатор США. | 153 887                | 647 км²  | Округ Бибб на карте штата.         |
| Блекли       | 023      | Кокран         | 1912    | округ Пуласки | Логан Эдвин Блекли (1827–1907), председатель Верховного суда штата Джорджия | 11 666                 | 562 км²  | Округ Блекли на карте штата.       |
| Брантли      | 025      | Нахунта        | 1920    | округа Чарлтон, Пирс и Уэйн | Уильям Гордон Брэнтли (1860–1934), сенатор США | 14 629                 | 1150 км² | Округ Брантли на карте штата.      |
| Брукс        | 027      | Куитман        | 1858    | округа Лоундес и Томас | капитан Престон С. Брукс (1819–1857), герой Американо-мексиканской войны и конгрессмен от Южной Каролины | 16 450                 | 1279 км² | Округ Брукс на карте штата.        |
| Брайан       | 029      | Пемброук       | 1793    | округ Чатем | Джонатан Брайан (1708–1788), a colonial settler and famous state representative. | 23 417                 | 1145 км² | Округ Брайан на карте штата.       |
| Буллок       | 031      | Стейтсборо     | 1796    | округа Брайан и Скривен | Арчибальд Буллок (1729–1777), солдат Войны за независимость США, спикер в Палате представителей Джорджии, губернатор Джорджии (1775–1777). | 55 983                 | 1769 км² | Округ Буллок на карте штата.       |
| Берк         | 033      | Уэйнсборо      | 1777    | Originally organized as St George Parish. | Эдмунд Бёрк (1729–1797), английский парламентарий, политический философ и деятель, выступал за более терпимое отношение к английским колониям в Америке. | 22 243                 | 2152 км² | Округ Берк на карте штата.         |
| Батс         | 035      | Джэксон        | 1825    | части округов Хенри и Монро | Капитан Сэмюэл Баттс (1777–1814), герой Крикской войны | 19 522                 | 484 км²  | Округ Батс на карте штата.         |
| Калхун       | 037      | Морган         | 1854    | Early and Baker counties. | Джон Колдвелл Кэлхун (1782–1850), конгрессмен, сенатор и вице-президент США от Южной Каролины. | 6320                   | 725 км²  | Округ Калхун на карте штата.       |
| Камден       | 039      | Вудбайн        | 1777    | St Mary and St Thomas Parishes. | Чарлз Пратт, первый граф Кэмден (1714–1794), британский лорд-канцлер сочувствовал идеям, приведшим к независимости США. | 43 664                 | 1632 км² | Округ Камден на карте штата.       |
| Кандлер      | 043      | Меттер         | 1914    | части округов Буллок, Emanuel и Татнолл | Аллен Д. Кэндлер (1834—1910), губернатор Джорджии в 1898—1902 годах | 9577                   | 640 км²  | Округ Кандлер на карте штата.      |
| Карролл      | 045      | Кэрроллтон     | 1826    | Created by the state legislature from lands ceded by the Creek Indians in 1825 in the Treaty of Indian Springs.                                  | Чарлз Кэррол (1737–1832), один из подписавших Декларацию независимости. | 87 268                 | 1292 км² | Округ Карролл на карте штата.      |
| Катуса       | 047      | Рингголд       | 1853    | округа Уокер and Уитфилд | Катуса — вождь племени Чероки. | 53 282                 | 420 км²  | Округ Катуса на карте штата.       |
| Чарлтон      | 049      | Фолкстон       | 1854    | часть округа Кэмден | Robert Milledge Charlton (1807–1854), юрист, сенатор США (1852–1854), и мэр Саванны. | 10 282                 | 2023 км² | Округ Чарлтон на карте штата.      |
| Чатем        | 051      | Саванна        | 1777    | Christ Church and St Philip Parishes. | Уильям Питт, первый граф Четэм (1708–1778), премьер-министр Великобритании, сочувствовал идеям, приведшим в итоге к независимости США. | 232 048                | 1140 км² | Округ Чатем на карте штата.        |
| Чаттахучи    | 053      | Кассита        | 1854    | округа Маскоги и Мэрион | река Чаттахучи, которая образует границу штатов Джорджия и Алабама. | 14 882                 | 645 км²  | Округ Чаттахучи на карте штата.    |
| Чаттуга      | 055      | Саммервилл     | 1838    | округа Уокер и Floyd | река Чаттуга | 25 470                 | 813 км²  | Округ Чаттуга на карте штата.      |
| Чероки       | 057      | Кантон         | 1831    | Cherokee Cession of 1831. | Чероки Nation, which controlled this part of the state autonomously until 1831. | 141 903                | 1098 км² | Округ Чероки на карте штата.       |
| Кларк        | 059      | Атенс          | 1801    | округ Джэксон | Илайджа Кларк (1733–1799), герой Войны за независимость США. | 101 489                | 313 км²  | Округ Кларк на карте штата.        |
| Клей         | 061      | Форт-Гейнс     | 1854    | округа Рэндольф и Early | Генри Клей (1777–1852), государственный секретарь США, спикер Палаты представителей, сенатор США от Кентукки. | 3357                   | 505 км²  | Округ Клей на карте штата.         |
| Клейтон      | 063      | Джонсборо      | 1858    | части округов Fayette и Хенри | Augustin Smith Clayton (1783–1839), a local jurist and Congressman. | 236 517                | 370 км²  | Округ Клейтон на карте штата.      |
| Клинч        | 065      | Хомервилл      | 1850    | округа Лоундес и Уэйр | генерал Дункан Ламонт Клинч (1784–1849), герой Англо-американской войны и Второй Семинольской войны, конгрессмен США. | 6878                   | 2095 км² | Округ Клинч на карте штата.        |
| Кобб         | 067      | Мариетта       | 1832    | округ Чероки | полковник Томас Уиллис Кобб (1784–1835), герой Англо-американской войны конгрессмен США | 607 751                | 881 км²  | Округ Кобб на карте штата.         |
| Коффи        | 069      | Дуглас         | 1854    | части округов Клинч, Ирвин, Телфэр и Уэйр | Генерал John E. Coffee (1782–1836), герой Англо-американской войны. | 37 413                 | 1551 км² | Округ Коффи на карте штата.        |
| Колкуитт     | 071      | Моултри        | 1856    | округа Томас и Лоундес | Walter Terry Colquitt (1799–1855), Methodist preacher and U.S. Senator. | 42 053                 | 1430 км² | Округ Колкуитт на карте штата.     |
| Колумбия     | 073      | Апплинг        | 1790    | округ Ричмонд | Христофор Колумб, открывший для европейцев Америку. | 89 288                 | 751 км²  | Округ Колумбия на карте штата.     |
| Кук          | 075      | Эйдел          | 1918    | Berrien County. | генерал конфедератов Филип Кук (1817–1894), and secretary of state. | 15 771                 | 593 км²  | Округ Кук на карте штата.          |
| Ковета       | 077      | Ньюнан         | 1826    | Created on Creek lands ceded in 1825 in the treaty of Indian Springs and Creek Cessions of 1826.                                                 | Coweta tribe of the Creek Nation and their village near Columbus. | 89 215                 | 1147 км² | Округ Ковета на карте штата.       |
| Крофорд      | 079      | Ноксвилл       | 1822    | округ Хьюстон | Уильям Харрис Кроуфорд (1772–1834), американский политик, сенатор, 7-й министр финансов США, кандидат в президенты в 1824 году. | 12 495                 | 842 км²  | Округ Крофорд на карте штата.      |
| Крисп        | 081      | Кордил         | 1905    | округ Дули | Charles Frederick Crisp (1845–1896), speaker of the U.S. House of Representatives. | 21 996                 | 710 км²  | Округ Крисп на карте штата.        |
| Дейд         | 083      | Трентон        | 1837    | часть округа Уокер | Major Francis L. Dade (1793–1835), участник Флоридско-семинольской войны. | 15 154                 | 451 км²  | Округ Дейд на карте штата.         |
| Досон        | 085      | Досонвилл      | 1857    | округа Гилмер и Лампкин | William Crosby Dawson (1798–1857), U.S. Senator (1849–1855) and state legislator. | 15 999                 | 546 км²  | Округ Досон на карте штата.        |
| Декейтер     | 087      | Бейнбридж      | 1823    | Early County. | коммодор Стивен Декейтер (1779–1820), Англо-американской войны военно-морской герой. | 28 240                 | 1546 км² | Округ Декейтер на карте штата.     |
| Де-Калб      | 089      | Декейтер       | 1822    | части округов Хенри, Гуиннетт, and Fayette counties.                                                                                             | Иоганн Кальб (1721–1780) | 665 865                | 694 км²  | Округ Де-Калб на карте штата.      |
| Додж         | 091      | Истмен         | 1870    | округа Монтгомери, Пуласки и Телфэр | William Earle Dodge (1805–1883), a New York temperance leader, businessman, and cofounder of Phelps, Dodge and Company, a mining and metals company. | 19 171                 | 1298 км² | Округ Додж на карте штата.         |
| Дули         | 093      | Виенна         | 1821    | Creek Cession of 1821. | полковник Джон Дули (1740–1780), герой Американской революции. | 11 525                 | 1018 км² | Округ Дули на карте штата.         |
| Доэрти       | 095      | Олбани         | 1853    | часть округа Бэйкер | Чарлз Доуэрти (1801–1853), выдающийся судья в городе Атенс (Джорджия). | 96 065                 | 855 км²  | Округ Доэрти на карте штата.       |
| Дуглас       | 097      | Дугласвилл     | 1870    | Campbell and Carroll counties. | Стивен Арнольд Дуглас (1813–1861), член демократической партии США. Был соперником Авраама Линкольна на выборах в Сенат США 1858 года, во время которых одержал победу над республиканцем, и выборах президента США 1860 года, которые выиграл Линкольн.                                       | 92 174                 | 515 км²  | Округ Дуглас на карте штата.       |
| Эрли         | 099      | Блейкли        | 1818    | Creek Cession of 1814. | Peter Early (1773–1817), tenth governor of Georgia. | 12 354                 | 1323 км² | Округ Эрли на карте штата.         |
| Эколс        | 101      | Стейтенвилл    | 1858    | части округов Клинч и Лоундес | General Robert M. Echols (1798–1847), state legislator and hero of the Mexican-American War. | 3754                   | 1046 км² | Округ Эколс на карте штата.        |
| Эффингхем    | 103      | Спрингфилд     | 1777    | St Mathew and St Philip Parishes. | Томас Говард, третий граф Эффингемский (1746–1791), сочувствовал идеям движения за независимость английских колоний | 37 535                 | 1243 км² | Округ Эффингхем на карте штата.    |
| Элберт       | 105      | Элбертон       | 1790    | округ Уилкс | Сэмюэл Элберт (1740—1788), генерал во время Война за независимость, впоследствии ставший губернатором штата Джорджия в 1785 году. | 20 511                 | 956 км²  | Округ Элберт на карте штата.       |
| Эманьюэл     | 107      | Суэйнсборо     | 1812    | округа Буллок и Монтгомери | Colonel David Emanuel (1744–1808), who became governor of Georgia in 1801. | 21 837                 | 1777 км² | Округ Эманьюэл на карте штата.     |
| Эванс        | 109      | Клакстон       | 1914    | части округов Буллок и Татнолл | General Clement Anselm Evans (1832–1911), hero of the Civil War and commander in chief of the United Confederate Veterans. | 10 495                 | 479 км²  | Округ Эванс на карте штата.        |
| Фаннин       | 111      | Блу-Ридж       | 1854    | округа Гилмер и Union | Colonel James Walker Fannin Jr. (1809–1836), hero of the Texas Revolution. | 19 798                 | 1000 км² | Округ Фаннин на карте штата.       |
| Фейетт       | 113      | Фейетвилл      | 1821    | Creek Cession of 1821. | Жильбер дю Мотье́, маркиз де Ла Файе́т (1757–1834), французский политический деятель. Участник трёх революций: американской войны за независимость, Великой французской революции и июльской революции 1830 года.                                                                                | 91 263                 | 510 км²  | Округ Фейетт на карте штата.       |
| Флойд        | 115      | Ром            | 1832    | округ Чероки | General John Floyd (1769–1839), Indian fighter and U.S. Representative. | 90 565                 | 1329 км² | Округ Флойд на карте штата.        |
| Форсайт      | 117      | Камминг        | 1832    | округ Чероки | Джон Форсайт (1780–1841), американский государственный деятель. 13-й государственный секретарь США (1834—1841). | 98 407                 | 585 км²  | Округ Форсайт на карте штата.      |
| Франклин     | 119      | Карнсвилл      | 1784    | Cherokee and Creek Cessions of 1783 | Бенджамин Франклин (1706–1790) | 20 285                 | 681 км²  | Округ Франклин на карте штата.     |
| Фултон       | 121      | Атланта        | 1853    | округ ДеКалб + бывшие округа Campbell и Milton Counties и часть округа Кобб                                                                      | Роберт Фултон, американский инженер и изобретатель. | 816 006                | 1370 км² | Округ Фултон на карте штата.       |
| Гилмер       | 123      | Эллиджей       | 1832    | округ Чероки | George Rockingham Gilmer (1780–1859), 16th governor of Georgia. | 23 456                 | 1106 км² | Округ Гилмер на карте штата.       |
| Гласкок      | 125      | Гибсон         | 1857    | Warren County | генерал Томас Глэскок (1780–1841), герой Англо-американской войны и Флоридско-семинольской войны в 1817, конгрессмен США. | 2556                   | 373 км²  | Округ Гласкок на карте штата.      |
| Глинн        | 127      | Брансуик       | 1777    | St David and St Patrick Parishes | John Glynn (1722–1779), British Member of Parliament and Serjeant-at-law, who was sympathetic to the cause of American independence. | 67 568                 | 1093 км² | Округ Глинн на карте штата.        |
| Гордон       | 129      | Калхун         | 1850    | округа Касс (ныне Бартоу) и Флойд | Уильям Вашингтон Гордон (1796–1842), first president of the Central of Georgia Railroad. | 44 104                 | 919 км²  | Округ Гордон на карте штата.       |
| Грейди       | 131      | Кейро          | 1905    | округа Декейтер и Томас | Henry Woodfin Grady (1850–1889), famous orator and managing editor of the Atlanta Constitution. | 23 659                 | 1186 км² | Округ Грейди на карте штата.       |
| Грин         | 133      | Гринсборо      | 1786    | округ Вашингтон | General Nathanael Greene (1742–1786), hero of the Revolutionary War. | 14 406                 | 1005 км² | Округ Грин на карте штата.         |
| Гуиннетт     | 135      | Лоренсвилл     | 1818    | Cherokee Cession of 1817 and Creek Cession of 1818.                                                                                              | Button Gwinnett (1735–1777), one of Georgia's delegates to the Continental Congress who signed the Declaration of Independence. | 757 104                | 1121 км² | Округ Гуиннетт на карте штата.     |
| Хабершем     | 137      | Кларксвилл     | 1818    | Cherokee Cessions of 1817 and 1819 | полковник Джозеф Эйбершем (1751–1815), герой Войны за независимость и Генеральный почтмейстер США в правительстве Джорджа Вашингтона. | 35 902                 | 720 км²  | Округ Хабершем на карте штата.     |
| Холл         | 139      | Гейнсвилл      | 1818    | Cherokee Cessions of 1817 and 1819 | Dr. Lyman Hall (1724–1790), one of Georgia's delegates to the Continental Congress who signed the Declaration of Independence. He became governor of Georgia in 1783. | 139 277                | 1020 км² | Округ Холл на карте штата.         |
| Ханкок       | 141      | Спарта         | 1793    | округа Грин и Вашингтон | Джон Хэнкок (1737–1793), американский государственный деятель, сторонник Американской революции, президент Второго Континентального Конгресса, первый губернатор Массачусетса. В американской культуре получил большую известность за особо крупную подпись под Декларацией независимости США. | 10 076                 | 1225 км² | Округ Ханкок на карте штата.       |
| Харалсон     | 143      | Бьюканан       | 1856    | Carroll and Polk Counties | General Hugh Anderson Haralson (1805–1854), US Congressman. | 25 690                 | 730 км²  | Округ Харалсон на карте штата.     |
| Харрис       | 145      | Гамильтон      | 1827    | Muscogee and Troup counties | Чарлз Харрис (1772–1827), a prominent Саванны атторней. | 23 695                 | 1202 км² | Округ Харрис на карте штата.       |
| Харт         | 147      | Хартуэлл       | 1853    | Elbert and Franklin counties | Nancy Morgan Hart (1735–1830), heroine of the Revolutionary War. | 22 997                 | 601 км²  | Округ Харт на карте штата.         |
| Херд         | 149      | Франклин       | 1830    | Carroll, Coweta and Troup Counties | Stephen Heard (1740–1815), hero of the Revolutionary War. | 11 012                 | 767 км²  | Округ Херд на карте штата.         |
| Генри        | 151      | Мак-Доно       | 1821    | Creek Cession of 1821 | Патрик Генри (1736–1799), американский государственный деятель, активный борец за независимость США | 119 341                | 837 км²  | Округ Генри на карте штата.        |
| Хьюстон      | 153      | Перри          | 1821    | Creek Cession of 1821 | John Houstoun (1744–1796), member of the Continental Congress who became governor of Georgia in 1778. | 110 765                | 976 км²  | Округ Хьюстон на карте штата.      |
| Эруин        | 155      | Осилла         | 1818    | Creek Cessions of 1814 and 1818 | Jared Irwin (1751–1818), governor who rescinded the Yazoo Act in 1796. | 9931                   | 925 км²  | Округ Эруин на карте штата.        |
| Джэксон      | 157      | Джефферсон     | 1796    | Franklin County | генерал Джеймс Джексон James Jackson (1757–1806), герой Войны за независимость США | 41 589                 | 886 км²  | Округ Джэксон на карте штата.      |
| Джаспер      | 159      | Монтиселло     | 1807    | Baldwin (FKA округ Рэндольф 1807–1812) | сержант Уильям Джаспер William Jasper (1750–1779), герой Войны за независимость США | 11 426                 | 958 км²  | Округ Джаспер на карте штата.      |
| Джефф-Дейвис | 161      | Хейзлхерст     | 1905    | округа Аплинг и Коффи | Джефферсон Дэвис (1808–1889), первый и единственный президент Конфедеративных Штатов Америки | 12 684                 | 862 км²  | Округ Джефф-Дейвис на карте штата. |
| Джефферсон   | 163      | Луисвилл       | 1796    | Burke and Warren Counties | Томас Джефферсон (1743–1826), третий президент США | 17 266                 | 1368 км² | Округ Джефферсон на карте штата.   |
| Дженкинс     | 165      | Миллен         | 1905    | округа Буллок, Берк, Emanuel, и Скривен | Charles Jones Jenkins (1805–1883), governor of Georgia, who was the author of the famous Georgia Platform of 1850. | 8575                   | 906 км²  | Округ Дженкинс на карте штата.     |
| Джонсон      | 167      | Райтсвилл      | 1858    | округа Emanuel, Лоренс и Вашингтон | Herschel Vespasian Johnson (1812–1880), U.S. Senator and Georgia governor. | 8560                   | 787 км²  | Округ Джонсон на карте штата.      |
| Джонс        | 169      | Грей           | 1807    | Baldwin County | James Jones (1769–1801), конгрессмен США. | 23 639                 | 1020 км² | Округ Джонс на карте штата.        |
| Ламар        | 171      | Барнсвилл      | 1920    | части округов Монро и Пайк | Lucius Quintus Cincinnatus Lamar (1825–1893), U.S. Senator and justice of the U.S. Supreme Court. | 15 912                 | 479 км²  | Округ Ламар на карте штата.        |
| Ланир        | 173      | Лейкленд       | 1920    | части округов Berrien, Клинч и Лоундес | Sidney Lanier (1842–1881), famous attorney, linguist, mathematician, and musician. | 7241                   | 484 км²  | Округ Ланир на карте штата.        |
| Лоренс       | 175      | Даблин         | 1807    | округ Уилкинсон | Colonel Джон Лоренс (1754–1782), помощник Джорджа Вашингтона во время Войны за независимость США. | 44 874                 | 2106 км² | Округ Лоренс на карте штата.       |
| Ли           | 177      | Лисберг        | 1826    | Creek Cessions of 1826 | Генерал Ричард Генри Ли (1732–1794), герой Войны за независимость США. | 24 757                 | 922 км²  | Округ Ли на карте штата.           |
| Либерти      | 179      | Хайнсвилл      | 1777    | St Andrew, St James, and St John Parishes | Named in honor of the noted patriotism of the citizens of Midway in their support of the cause of colonial independence. | 61 610                 | 1344 км² | Округ Либерти на карте штата.      |
| Линкольн     | 181      | Линкольнтон    | 1796    | округ Уилкс | General Benjamin Lincoln (1733–1810), hero of the Revolutionary War who was later assigned to the suppression of Shays' Rebellion. | 8348                   | 546 км²  | Округ Линкольн на карте штата.     |
| Лонг         | 183      | Лудовиси       | 1920    | Liberty County | доктор Кроуфорд Уильямсон Лонг Crawford Williamson Long (1815–1878), in 1842 the first man to use diethyl ether as an anesthetic for surgery. | 10 304                 | 1039 км² | Округ Лонг на карте штата.         |
| Лаундс       | 185      | Валдоста       | 1825    | часть округа Ирвин | William Jones Lowndes (1782–1822), a prominent figure in the affairs of South Carolina toughout the formative years of the United States. | 92 115                 | 1305 км² | Округ Лаундс на карте штата.       |
| Лампкин      | 187      | Далонега       | 1832    | округа Чероки, Эйбершем и Hall | Уилсон Лампкин (1783–1870), губернатор Джорджии (1831–1835) и сенатор США | 21 016                 | 736 км²  | Округ Лампкин на карте штата.      |
| Мейкон       | 193      | Оглторп        | 1837    | округа Houston и Мэрион | General Nathaniel Macon (1758–1837), Speaker of the House of Representatives and U.S. Senator. | 14 074                 | 1044 км² | Округ Мейкон на карте штата.       |
| Мадисон      | 195      | Дэниелсвилл    | 1811    | округа Кларк, Элберт, Франклин, Джэксон и Оглторп                                                                                                | Джеймс Мэдисон (1751–1836), четвёртый президент США один из ключевых авторов Конституции США. | 25 730                 | 736 км²  | Округ Мадисон на карте штата.      |
| Марион       | 197      | Бьюна-Виста    | 1827    | Lee and Muscogee Counties | Генерал Фрэнсис Мэрион (1732–1795), «Болотный лис», герой Войны за независимость. | 7144                   | 951 км²  | Округ Марион на карте штата.       |
| Мак-Даффи    | 189      | Томсон         | 1870    | Columbia and Warren | George McDuffie (1790–1851), famous orator and governor of South Carolina. | 21 231                 | 673 км²  | Округ Мак-Даффи на карте штата.    |
| Мак-Интош    | 191      | Дариен         | 1793    | Liberty County | General Lachlan McIntosh (1727–1806), hero of the Revolutionary War. | 10 847                 | 1124 км² | Округ Мак-Интош на карте штата.    |
| Мериветер    | 199      | Гринвилл       | 1827    | Formed form Troup County | General David Meriwether (1755–1822), a hero of the Revolutionary War and a U.S. Representative. | 22 534                 | 1303 км² | Округ Мериветер на карте штата.    |
| Миллер       | 201      | Колкуитт       | 1856    | Baker and Early Counties | Эндрю Джексон Миллер (Andrew Jackson Miller) (1806–1856), president of the Medical College of Georgia. | 6383                   | 733 км²  | Округ Миллер на карте штата.       |
| Митчелл      | 205      | Камилла        | 1857    | Baker County | Gen. Henry Mitchell (1760–1839), hero of the Revolutionary War. | 23 932                 | 1326 км² | Округ Митчелл на карте штата.      |
| Монро        | 207      | Форсайт        | 1821    | Creek Cession of 1821 | Джеймс Монро (1758–1831), пятый президент США и автор доктрины Монро | 21 757                 | 1026 км² | Округ Монро на карте штата.        |
| Монтгомери   | 209      | Маунт-Вернон   | 1793    | округ Вашингтон | генерал Ричард Монтгомери (1738–1775), герой войны за независимость США | 8270                   | 635 км²  | Округ Монтгомери на карте штата.   |
| Морган       | 211      | Мадисон        | 1807    | Baldwin County | General Daniel Morgan (1736–1802), hero of the Revolutionary War and U.S. Representative. | 15 457                 | 906 км²  | Округ Морган на карте штата.       |
| Марри        | 213      | Чатсуэрт       | 1832    | округ Чероки | Томас Марри, (1790–1832), famous state legislator. | 36 506                 | 891 км²  | Округ Марри на карте штата.        |
| Маскоги      | 215      | Колумбус       | 1826    | Creek Cession of 1826 | Маскоги — этническая группа, к которой принадлежат индейцы крики и семинолы. | 186 291                | 559 км²  | Округ Маскоги на карте штата.      |
| Ньютон       | 217      | Ковингтон      | 1821    | округа Хенри, Джаспер и Уолтон | Sergeant John Newton (1755–1780), hero of the Revolutionary War. | 62 001                 | 715 км²  | Округ Ньютон на карте штата.       |
| Окони        | 219      | Уоткинсвилл    | 1875    | округ Кларк | река Окони, формирующая восточную границу округа | 26 225                 | 482 км²  | Округ Окони на карте штата.        |
| Оглторп      | 221      | Лексингтон     | 1793    | округ Уилкс | General James Edward Oglethorpe (1696–1785), the founder of the colony of Georgia. | 12 635                 | 1142 км² | Округ Оглторп на карте штата.      |
| Полдинг      | 223      | Dallas         | 1832    | округ Чероки | John Paulding (1759–1818), hero of the Revolutionary War. | 81 678                 | 813 км²  | Округ Полдинг на карте штата.      |
| Пич          | 225      | Форт-Валли     | 1924    | Houston and Macon Counties | Its location in Central Georgia is one of the richest peach producing regions in the state. | 23 668                 | 391 км²  | Округ Пич на карте штата.          |
| Пикенс       | 227      | Джаспер        | 1853    | округа Чероки и Гилмер | General Andrew Pickens (1739–1817), hero of the Revolutionary War and U.S. Representative. | 22 983                 | 601 км²  | Округ Пикенс на карте штата.       |
| Пирс         | 229      | Blackshear     | 1857    | округа Аплинг и Уэйр | Франклин Пирс (1804–1869), четырнадцатый Президент США | 15 636                 | 888 км²  | Округ Пирс на карте штата.         |
| Пайк         | 231      | Zebulon        | 1822    | часть округа Монро | генерал Зебулон Пайк Zebulon Pike (1779–1813), исследователь и Англо-американской войны | 13 688                 | 565 км²  | Округ Пайк на карте штата.         |
| Полк         | 233      | Сидартаун      | 1851    | Floyd and Paulding Counties | Джеймс Нокс Полк (1795–1849), одиннадцатый президент США | 38 127                 | 805 км²  | Округ Полк на карте штата.         |
| Пьюласки     | 235      | Хокинсвилл     | 1808    | округ Лоренс | Казимир Пулавский (1748–1779), генерал континентальной армии во время войны за независимость США, считается «отцом американской кавалерии» | 9588                   | 640 км²  | Округ Пьюласки на карте штата.     |
| Патнам       | 237      | Итонтон        | 1807    | Baldwin County | General Israel Putnam (1718–1790), hero of the Revolutionary War. | 18 812                 | 891 км²  | Округ Патнам на карте штата.       |
| Куитмен      | 239      | Джорджтаун     | 1858    | округа Рэндольф и Stewart | Генерал Джон Энтони Куитмэн (1799–1858), герой Американо-мексиканской войны. | 2598                   | 394 км²  | Округ Куитмен на карте штата.      |
| Рейбун       | 241      | Клейтон        | 1819    | Cherokee Cession of 1819 | William Rabun (1771–1819), governor of Georgia (1817–19). | 15 050                 | 961 км²  | Округ Рейбун на карте штата.       |
| Рандолф      | 243      | Катберт        | 1828    | Lee County | John Randolph of Roanoke (1773–1833), U.S. Representative. | 7791                   | 1111 км² | Округ Рандолф на карте штата.      |
| Ричмонд      | 245      | Огаста         | 1777    | St Paul Parish | Назван в честь Чарлза Леннокса, третьего герцога Ричмондского (1735–1806), который был сторонником колонистов во время Войны за независимость США. | 199 775                | 839 км²  | Округ Ричмонд на карте штата.      |
| Рокдейл      | 247      | Коньерс        | 1870    | округа Хенри and Newton counties | Rockdale Church, which was so named for the subterranean bed of granite that underlies this region of the state. | 70 111                 | 339 км²  | Округ Рокдейл на карте штата.      |
| Шлай         | 249      | Эллавилл       | 1857    | округа Мэрион и Sumter | William Schley (1786–1858), governor of Georgia (1835–1837). | 3766                   | 435 км²  | Округ Шлай на карте штата.         |
| Скривен      | 251      | Силвейния      | 1793    | округа Берк и Effingham | генерал Джеймс Скривен (1744–1778), герой войны за независимость | 15 374                 | 1678 км² | Округ Скривен на карте штата.      |
| Семинол      | 253      | Доналсонвилл   | 1920    | округа Декейтер и Early | индейское племя семинолов | 9369                   | 616 км²  | Округ Семинол на карте штата.      |
| Сполдинг     | 255      | Гриффин        | 1851    | части округов Fayette, Хенри и Пайк | Thomas Spalding (1774–1851), U.S. Representative; Georgia delegate to the Constitutional convention of 1798. | 58 417                 | 513 км²  | Округ Сполдинг на карте штата.     |
| Стивенс      | 257      | Токкоа         | 1905    | Округа Франклин и Эйбершем | Александр Гамильтон Стивенс (1812–1883), первый и единственный вице-президент Конфедеративных Штатов Америки; был членом палаты представителей США от штата Джорджия, губернатором Джорджии (1882—1883).                                                                                       | 25 435                 | 464 км²  | Округ Стивенс на карте штата.      |
| Стьюарт      | 259      | Лампкин        | 1830    | округ Рэндольф | General Daniel Stewart (1759–1829), герой of the Revolutionary War и Англо-американской войны. | 5252                   | 1189 км² | Округ Стьюарт на карте штата.      |
| Самтер       | 261      | Америкус       | 1831    | Lee County | General Thomas Sumter (1734–1832), the "Fighting Gamecock," hero of the Revolutionary War. | 33 200                 | 1256 км² | Округ Самтер на карте штата.       |
| Толбот       | 263      | Толботтон      | 1827    | Muscogee County | Matthew Talbot (1762–1827), served in the Georgia State Senate for 15 years, including two as Senate President; governor of Georgia for two weeks (1819). | 6498                   | 1018 км² | Округ Толбот на карте штата.       |
| Толивер      | 265      | Крофордвилл    | 1825    | округа Грин, Ханкок, Оглторп, Уоррен и Уилкс | Colonel Benjamin Taliaferro (1750–1821), U.S. Representative and hero of the Revolutionary War. | 2077                   | 505 км²  | Округ Толивер на карте штата.      |
| Татнолл      | 267      | Ридсвилл       | 1801    | часть округа Монтгомери | Джошуа Татнолл (1764–1803), сенатор США и 25-й губернатор Джорджии | 22 305                 | 1254 км² | Округ Татнолл на карте штата.      |
| Тейлор       | 269      | Батлер         | 1852    | округа Macon, Мэрион и Talbot | Закари Тейлор (1784–1850), 12-й президент США | 8815                   | 979 км²  | Округ Тейлор на карте штата.       |
| Телфэр       | 271      | Мак-Рей        | 1807    | округ Уилкинсон | Эдвард Телфэр (1735–1807), второй губернатор Джорджии после объявления независимости США (1790-1793) | 11 794                 | 1142 км² | Округ Телфэр на карте штата.       |
| Террелл      | 273      | Досон          | 1856    | округа Ли и Рэндольф | Dr. William Terrell (1778–1855), U.S. Representative. | 10 970                 | 870 км²  | Округ Террелл на карте штата.      |
| Томас        | 275      | Томасвилл      | 1825    | округа Декейтер и Ирвин | General Jett Thomas (1776–1817), герой Англо-американской войны. | 42 737                 | 1419 км² | Округ Томас на карте штата.        |
| Тифт         | 277      | Тифтон         | 1905    | округа Berrien, Ирвин и Уорт | Colonel Nelson Tift (1810–1891), Confederate States Navy captain; U.S. Representative. | 38 407                 | 686 км²  | Округ Тифт на карте штата.         |
| Тумс         | 279      | Лайонс         | 1905    | округа Emanuel, Tattnall и Монтгомери | General Robert Toombs (1810–1885), U.S. Senator; Confederate States Secretary of State. | 26 067                 | 951 км²  | Округ Тумс на карте штата.         |
| Таунс        | 281      | Хайавасси      | 1856    | Rabun and Union Counties | George Washington Towns (1801–1854), governor of Georgia during the antebellum period. | 9319                   | 430 км²  | Округ Таунс на карте штата.        |
| Трутлен      | 283      | Сопертон       | 1917    | округа Emanuel и Монтгомери | John A. Treutlen (1726–1782), first elected governor of Georgia (1777–1778). | 6854                   | 521 км²  | Округ Трутлен на карте штата.      |
| Труп         | 285      | Лагрейндж      | 1826    | Creek Cession of 1826 | George M. Troup (1780–1856), governor of Georgia (1823–1827) and U.S. Senator. | 58 779                 | 1072 км² | Округ Труп на карте штата.         |
| Тернер       | 287      | Ашберн         | 1905    | округа Дули, Ирвин, Уилкокс и Уорт | Капитан Генри Грей Тернер (1839–1904), юрист, конгрессмен США от демократов, герой Гражданской войны. | 9504                   | 741 км²  | Округ Тернер на карте штата.       |
| Туигс        | 289      | Джефферсонвилл | 1809    | округ Уилкинсон | генерал Джон Твиггс (1750–1816), герой Войны за независимость, губернатор штата Джорджия. | 10 590                 | 932 км²  | Округ Туигс на карте штата.        |
| Юнион        | 291      | Блэрсвилл      | 1832    | округ Чероки | Federal Union | 17 289                 | 837 км²  | Округ Юнион на карте штата.        |
| Апсон        | 293      | Томастон       | 1824    | округа Кроуфорд и Пайк | Stephen Upson (1786–1824), famous state legislator. | 27 597                 | 844 км²  | Округ Апсон на карте штата.        |
| Уолкер       | 295      | Лафейетт       | 1833    | округ Марри | майор Фримэн Уокер (1780–1827), сенатор США в 1819–1821 годах | 61 053                 | 1155 км² | Округ Уолкер на карте штата.       |
| Уолтон       | 297      | Монро          | 1818    | Creek Cession of 1818 | Джордж Уолтон (1749—1804), подписавший Декларацию независимости США как один из делегатов от штата Джорджия | 60 687                 | 852 км²  | Округ Уолтон на карте штата.       |
| Уэр          | 299      | Уэйкросс       | 1824    | округ Аплинг | Николас Уэйр (1769–1824), сенатор США в 1821–1824 годах | 35 483                 | 2339 км² | Округ Уэр на карте штата.          |
| Уоррен       | 301      | Уоррентон      | 1793    | округа Колумбия, Хэнкок, Ричмонд и Уилкс | General Джозеф Уоррен(1741—1775), герой Войны за независимость США | 6336                   | 741 км²  | Округ Уоррен на карте штата.       |
| Вашингтон    | 303      | Сандерсвилл    | 1784    | Creek Cession of 1783 | назван в честь Джорджа Вашингтона (1732–1799), первого президента США. | 21 176                 | 1761 км² | Округ Вашингтон на карте штата.    |
| Уэйн         | 305      | Джесуп         | 1803    | Creek Cession of 1802 | генерал Энтони Уэйн (1745–1796), получивший за отвагу прозвище Безумный Энтони; конгрессмен США; герой Войны за независимость США и Северо-западной индейской войны. | 26 565                 | 1671 км² | Округ Уэйн на карте штата.         |
| Уэбстер      | 307      | Престон        | 1853    | Stewart County (Formally Kinchafoonee) | Дэниел Уэбстер (1782–1852), Государственный секретарь США, сенатор, член Палаты представителей. | 2390                   | 544 км²  | Округ Уэбстер на карте штата.      |
| Уилер        | 309      | Аламо          | 1912    | часть округа Монтгомери | Назван в честь генерала Джозефа Уилера (1836—1906), конгрессмена США; героя Гражданской войны в США и Испано-американской войны. | 6179                   | 772 км²  | Округ Уилер на карте штата.        |
| Уайт         | 311      | Кливленд       | 1857    | округ Эйбершем | полковник Джон Уайт, герой Войны за независимость | 19 944                 | 627 км²  | Округ Уайт на карте штата.         |
| Уитфилд      | 313      | Долтон         | 1851    | часть округа Марри | Джордж Уайтфилд (1714–1770), английский проповедник, один из основателей и лидеров протестантской церкви методистов. Учредил приют «Бетесда» (Bethesda) около Саванны. | 83 525                 | 751 км²  | Округ Уитфилд на карте штата.      |
| Уилкокс      | 315      | Аббевилл       | 1857    | округа Дули, Ирвин и Пуласки | генерал Марк Уилкокс (1800–1850), известный военный и legislator из округа Телфэр | 8577                   | 984 км²  | Округ Уилкокс на карте штата.      |
| Уилкс        | 317      | Вашингтон      | 1777    | Cherokee and Creek Cessions of 1773 | Джон Уилкс (1727–1797), известный член британского парламента, выступал за прекращение войны с североамериканскими колонистами. | 10 687                 | 1220 км² | Округ Уилкс на карте штата.        |
| Уилкинсон    | 319      | Эруинтон       | 1803    | Creek Cessions of 1802 and 1805 | генерал Джеймс Уилкинсон (1757–1825), герой Войны за независимость США и Англо-американской войны | 10 220                 | 1158 км² | Округ Уилкинсон на карте штата.    |
| Уэрт         | 321      | Силвестер      | 1853    | округа Дули и Ирвин | Назван в честь генерала Уильяма Дж. Уорта (1794–1849), героя Американо-мексиканской войны. | 21 967                 | 1476 км² | Округ Уэрт на карте штата.         |